# 小行星9099
小行星9099（英語：9099 Kenjitanabe）是一颗围绕太阳公转的小行星。1996年11月6日，小林隆男在大泉天文台发现了此天体。
这颗小行星的绝对星等为5.26189等。